# Markostaw
Markostaw (ukr. Маркостав) – wieś na Ukrainie na terenie rejonu włodzimierskiego w obwodzie wołyńskim, liczy 99 mieszkańców.
W czasie okupacji niemieckiej ukraińska mieszkanka wsi Łukerija Bojko ukrywała Żydówkę Manię Lajfer, za co w 2019 roku Instytut Jad Waszem uhonorował ją pośmiertnie tytułem Sprawiedliwej wśród Narodów Świata.